# 浅見雅男
浅見 雅男（あさみ まさお、1947年 - ）は、日本の編集者、著述家。

## 来歴
東京都生まれ。1970年慶應義塾大学経済学部卒業。文藝春秋に入社、多くの書籍（文春新書ほか）・雑誌の編集に携わりつつ、皇族、華族制度を軸とした近現代史の研究・著述に従事している。同社の役員を務め、2009年に退職した。
森村誠一の担当編集者だった時期があり、森村の作品『太陽黒点』の主人公・浅見隆司のモデルとなった。

## 著書
- 『公爵家の娘 岩倉靖子とある時代』 リブロポート、1991年、新版1997年／中公文庫、2000年／文春学藝ライブラリー、2021年
- 『華族誕生 名誉と体面の明治』 リブロポート、1994年／中公文庫、1999年／講談社学術文庫、2015年
- 『華族たちの近代』 NTT出版、1999年／中公文庫、2007年
- 『闘う皇族 ある宮家の三代』 角川選書、2005年／角川文庫、2013年
- 『皇族誕生』 角川書店、2008年／角川文庫、2011年
- 『皇太子婚約解消事件』 角川書店、2010年／「大正天皇 婚約解消事件」角川ソフィア文庫、2018年6月
- 『皇族と帝国陸海軍』 文藝春秋〈文春新書〉、2010年
- 『不思議な宮さま 東久邇宮稔彦王の昭和史』 文藝春秋、2011年／文春文庫、2014年
- 『伏見宮 もうひとつの天皇家』 講談社、2012年／ちくま文庫、2020年4月
- 『反逆する華族 「消えた昭和史」を掘り起こす』 平凡社新書、2013年
- 『学習院』 文藝春秋〈文春新書〉、2015年
- 『皇室一五〇年史』 筑摩書房〈ちくま新書〉、2015年。※岩井克己（元・朝日新聞編集委員、皇室担当記者）と共著
- 『皇族と天皇』 筑摩書房〈ちくま新書〉、2016年
- 『歴史の余白　日本近現代こぼれ話』 文藝春秋〈文春新書〉、2018年3月
- 『明治天皇はシャンパンがお好き　近現代日本　歴史の横顔』 文藝春秋〈文春新書〉、2020年12月

## 参考
- 平凡社新書・角川文庫などの「著者紹介」記事。
- セブンネットショッピング